# Бременский клад монет

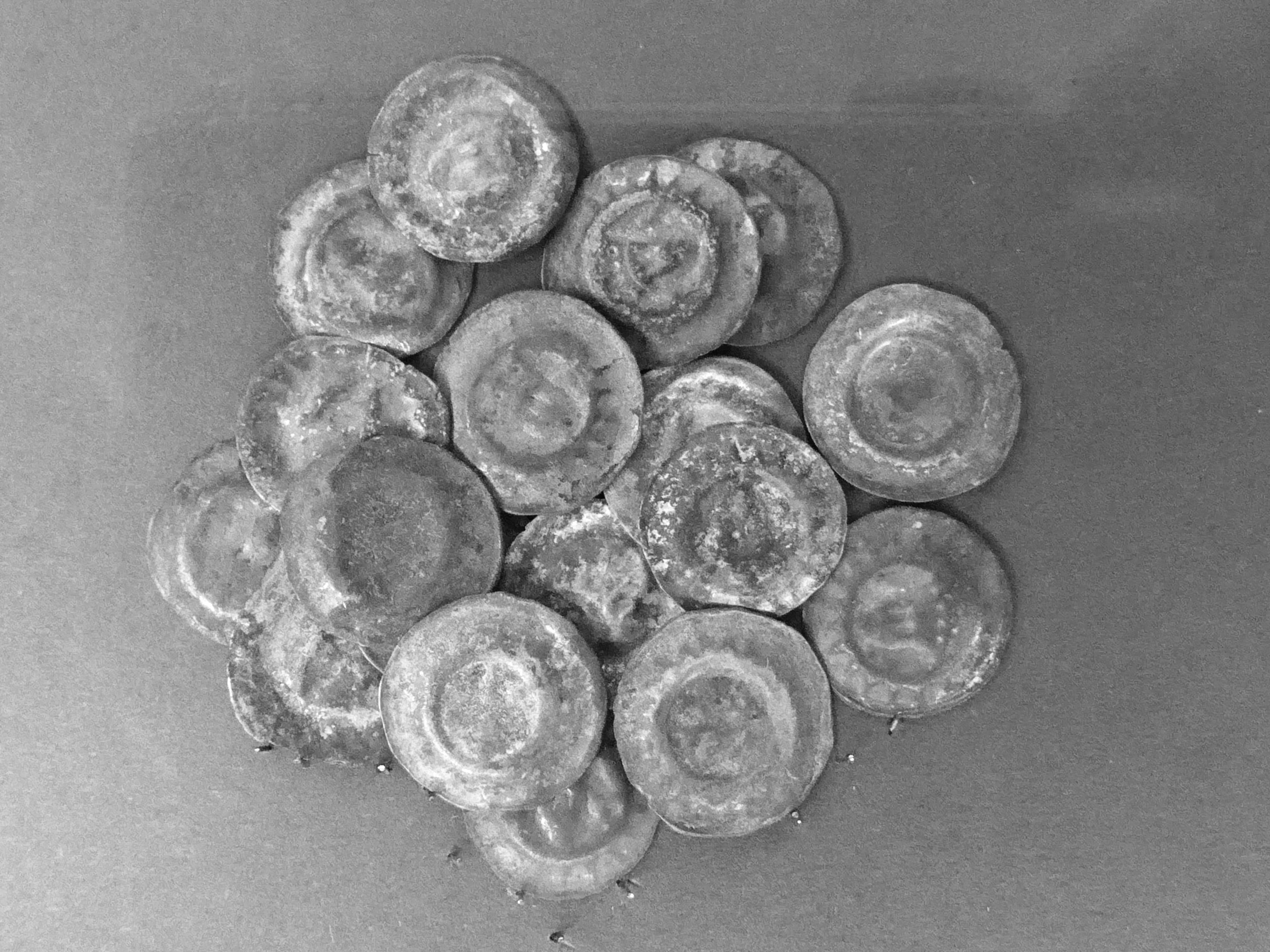
Любекские серебряные динарии (брактеаты) из Бременского клада. Музей Фокке, Бремен. 2017

Бременский клад серебряных монет, (нем. Bremer Silbermünzenfund) — клад, состоявший из приблизительно 1.300 серебряных монет, найденный в 1887 году в районе Бюргервейде северо-германского города Бремен.

## Обстоятельства находки
Бременский клад серебряных монет эпохи Средневековья был обнаружен на территории, прилегающей к железнодорожному вокзалу Бремена (на привокзальной площади), 17 октября 1887 года во время земляных работ, связанных с переустройством расположенного здесь тогда городского плавательного бассейна, который ранее предназначался только для посещения мужчинами. Городской совет Бремена принял решение достроить также часть, принимающую женщин. При рытье котлована для нового бассейна на глубине восьми футов был обнаружен клад, состоявший из средневековых серебряных монет, отчеканенных в городах Северной Германии. Сперва сокровище было отдано на хранение в Государственный архив Бремена, затем передано в бременский художественно-исторический Фокке-музей.

## Монеты
В клад входили 324 бременских шварена, кроме них монеты из Фехты, Ольденбурга (109 монет), Вильдесхаузена и Дипхольца (29 монет), а также в меньшем количестве из Оснабрюка (10 монет), Мюнстера (18 штук), Падерборна (3 штуки), Херфорда (21 монета), Миндена (9 монет), Билефельда (52 монеты) и др. 38 монет были сделаны на монетном дворе графства Хойен-Ниенбург. Монеты содержались в неповреждённом глиняном, покрытом глазурью керамическом кувшине. Наиболее поздней отчеканенной монетой был денарий, выпущенный в 1403 году. Кроме монет, в кувшине было обнаружено также серебряное кольцо.
Подавляющее большинство монет было выпущено до 1350 года в северо-западной Германии, в регионе Эмс-Везер. Отдельные экземпляры происходили также из Гамбурга, Люнебурга, Любека, Висмара, Мекленбурга, несколько шерфе (монеты достоинством в пол-пфеннига) были отчеканены в Померании, в кладе был обнаружен также один французский денарий (денье).
Бременский клад серебряных монет является самой крупной археологической находкой монет в германской земле Бремен.